# 트리바고
트리바고(영어: trivago)는 호텔, 호스텔 등 다양한 숙박시설의 요금을 비교하는 독일의 메타서치엔진이다. 트리바고에서는 250개 이상의 호텔예약사이트 (익스피디아, 호텔스닷컴, 부킹닷컴 등)를 바탕으로 전 세계 250만개 이상의 호텔요금을 비교하며 월 평균 1억 2천만명의 방문자가 웹사이트를 이용한다. 트리바고는 클릭당 비용 형식으로 수익을 내고 있으며 웹사이트 사용자에게 서비스를 무료로 제공하고 있다. 현재 전 세계 55개국 플랫폼을 운영하고 있으며 트리바고의 본사는 독일 뒤셀도르프에 위치하고 있다.

## 역사
트리바고는 2004년에 롤프 쉬롬겐스, 말테 지베르트, 페터 비네마이어에 의해 사업 아이디어가 탄생했으며 1년 후인 2005년에 정식으로 비즈니스를 시작했다. 2006년에 유럽을 시작으로 2009년에 북/남미, 2013년에 아시아-태평양시장까지 진출했다.

- 연도별 진출 단계

| 연도 | 국가                                                                                 |
| ---- | ------------------------------------------------------------------------------------ |
| 2006 | 영국, 스페인, 프랑스                                                                 |
| 2007 | 스웨덴, 폴란드                                                                       |
| 2008 | 네덜란드                                                                             |
| 2009 | 일본, 중국                                                                           |
| 2010 | 덴마크                                                                               |
| 2011 | 슬로베니아, 벨기에, 체코                                                             |
| 2012 | 아일랜드, 헝가리, 오스트리아, 스위스, 캐나다, 뉴질랜드, 호주                         |
| 2013 | 한국, 싱가포르, 홍콩, 인도, 아르헨티나, 칠레, 콜롬비아                               |
| 2014 | 인도네시아, 아랍에미레이트, 태국, 남아프리카공화국, 타이완, 이스라엘, 필리핀, 베트남 |
| 2015 | 아랍권 국가들, 슬로바키아, 크로아티아                                                |

2012년 12월 21일, 익스피디아가 트리바고의 지분 대부분을 현금 및 주식을 포함하여 약 5억 4600만달러 (한화 약 6,172억원) 에 인수했다.

## 트리바고 서비스

### 호텔 요금 비교
여행 날짜와 함께 방문하고 싶은 여행장소 혹은 관심 지역(박물관 혹은 기념물)을 입력하면 검색이 시작된다. 검색결과는 요금, 거리, 인기도 또는 평점으로 분류할 수 있으며 객실 종류, 무료 인터넷, 스파와 같은 기타 검색 조건을 추가하여 검색결과를 재검색할 수 있다. 호텔 설명은 어메너티, 서비스, 후기 및 사진과 같은 다양한 정보를 포함한다. 해당 정보를 통해서 사용자는 자신이 원하는 호텔을 쉽고 빠르게 찾을 수 있으며 최종적으로 예약을 마치기 위해서 정보를 제공하는 호텔예약사이트로 이동된다.

### 트리바고 호텔 매니저(tHM)
트리바고 호텔 매니저는 호텔운영자들이 트리바고 웹사이트에 올라와 있는 자신들의 호텔 정보를 직접 관리할 수 있는 무료 플랫폼이다. 호텔리어들이 검색 결과에 보이는 호텔의평판과 순위를 올릴 수 있게 도와주는 팁과 도구도 제공한다. 더 나아가, 호텔 소유주 혹은 매니저들은 호텔의 클릭 및 예약과 관련된 통계자료도 확인할 수 있다.

### 트리바고 커뮤니티
트리바고는 위치, 호텔 정보 및 사진과 같은 다양한 호텔 관련 정보들을 얻기 위해 전 세계의 여행자들과 작가들로 이루어진 커뮤니티를 이용한다. 커뮤니티 가입은 웹사이트에서 쉽게할 수 있으며 무료로 이용가능하다.

### 트리바고 호텔테스트
독일, 영국, 아일랜드, 스페인 그리고 이탈리아 등에서 운영되고 있는 트리바고 호텔테스트는 호텔에 대해 가장 객관적인 최신 정보를 제공하기 위해 실제 투숙객들이 진행하는 종합적이고 표준화된 평가이다. 트리바고는 투숙객들이 작성한 평가 결과를 통하여 호텔의 강/약점을 분석한다. 웹사이트 사용자들이 추가적인 검색조건을 선택 시, 전체 검색결과 중 호텔테스트를 거친 호텔들을 검색결과 창에서 우선순위로 보여준다.

### 트리바고 호텔요금지표 (tHPI)
트리바고 호텔요금지표는 매달 발표되며 전 세계 주요도시의 평균 호텔 요금을 예측한다. 더블룸 요금을 기준으로 1박 평균 요금을 보여준다.

## 기업문화
트리바고에서는 직원들의 유연한 근무시간 및 국제적인 근무환경을 제공한다. 현재 뒤셀도르프 본사에 60개 이상의 국적을 가진 직원 약 700명이 함께 근무하고 있다.